# Evolució dels èquids

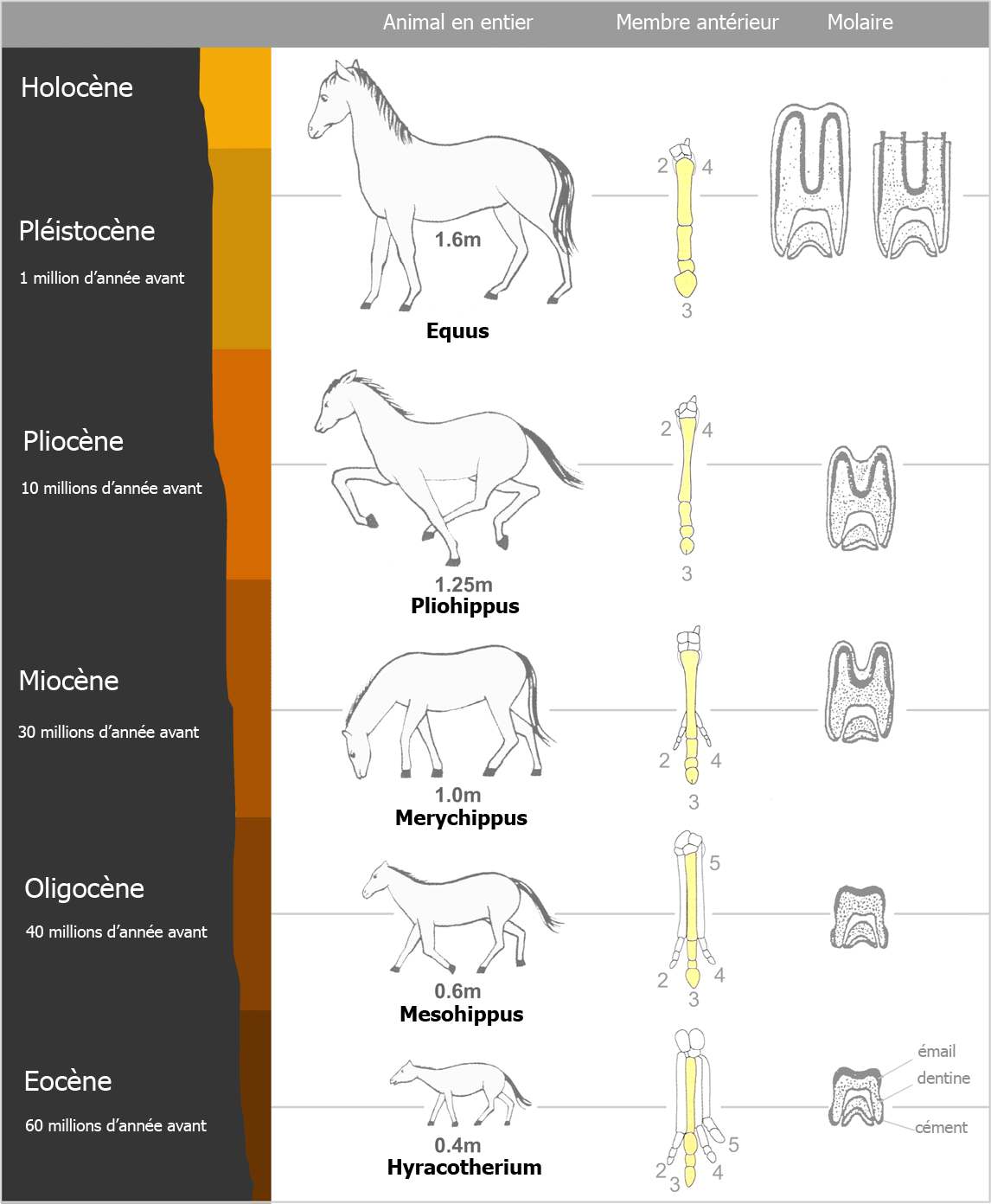
Presentació fòssil d'espècie del llinatge que conduí als cavalls.

La família dels èquids (Equidae) inclou totes les espècies de la família del cavall domèstic, els cavalls salvatges, els ases i les zebres, entre d'altres.
Aquesta família sorgí d'una diferenciació al si dels perissodàctils, de la qual també sorgiren els rinoceronts i tapirs durant l'Eocè, fa 55 milions d'anys. A poc a poc, els membres de la branca dels èquids evolucionaren de manera diferent segons la regió on vivien i el clima que havien de suportar.
La seva evolució fou influïda pel seu medi i molt probablement per l'home. El descobriment d'aquesta història pels científics donà arguments sòlids als defensors de la teoria de l'evolució davant el punt de vista dels creacionistes.

## Història evolutiva
Al Neogen, els continents actuals ja estaven formats i ocupaven més o menys la seva situació actual, però Euràsia no estava en contacte amb Àfrica. S'han trobat fòssils dels mateixos gèneres a Euràsia i Nord-amèrica, alguns dels quals a banda i banda de l'estret de Bering, on existí un passatge anomenat Beríngia fins fa uns 11.600 anys. Tradicionalment s'ha considerat que els èquids moderns aparegueren fa uns 5 milions d'anys, en tres etapes successives, de les quals almenys les dues primeres s'originaren a Nord-amèrica.

### Sistemàtica
Els principals grups evolutius són descrits a continuació per filogènia:
```
o 
Hippomorpha
 (Wood, 1937)
|--o 
Pachynolophoidea
 (extint) (Pavlow, 1888)
| `-- 
Pachynolophidae
 (extint) (Pavlow, 1888)
`--o 
Equoidea
 (Gray, 1821 
sensu
 Hay, 1902)
|?- 
Indolophus
 (extint) (Pilgrim, 1925 [Indolophidae Schoch, 1984])
|-- 
Palaeotheriidae
 (extint) (Bonaparte, 1850)
`--o 
Equidae
 (Gray, 1821)
|-- 
Anchitheriinae
 (extint) (Leidy, 1869)
|-- 
Hyracotheriinae
 (extint) Cope (1881), possiblement parafilètic
`--o 
Equinae
 (Gray, 1821 [non Leidy, 1869, Steinmann & Döderlein, 1890])
|-- 
Hipparionini
 (extint) (Quinn, 1955)
|-- 
Protohippini
 (extint) (Gidley, 1907)
`--o 
Equini
 (Gray, 1921)
| «
Pliohippus
» (extint) (Marsh, 1874)
|
`-- 
Equus
```

L'evolució en aquesta família tingué lloc tant per canvis progressius de la freqüència d'un gen a la població sencera (anagènesi) com per diferenciacions adaptatives i especiacions en branques diferents (cladogènesi). Les diferents espècies ancestrals també podrien haver experimentat una evolució convergent, cosa que complica l'anàlisi dels fòssils. Per acabar, puntualment, les adaptacions podrien variar d'una època a l'altra (mida, etc.). Les evolucions permanents només es poden identificar clarament sobre períodes llargs.

### Èquids primerencs

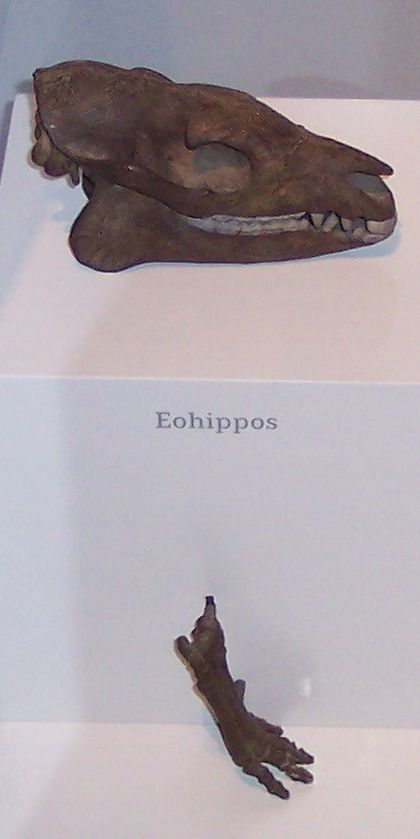
Crani i pota d'hiracoteri

Els èquids més primitius descoberts són del gènere Hyracotherium (conegut també com a Eohippus). Alguns autors consideren que no formen part dels èquids i d'altres els consideren com dos gèneres distints. Presenten característiques del que més endavant esdevindrien els èquids moderns. Amb quatre dits, visqueren als boscos durant l'Eocè, fa 60 milions d'anys i evolucionaven a Nord-amèrica, tot i que alguns migraren al Vell Món a través de l'estret de Bering. L'hiracoteri era petit (uns 20 cm) i compacte. S'alimentava de fulles i tenia una vida solitària al sotabosc. Evolucionà progressivament, especialitzant-se a córrer, créixer i adquirir un cervell semblant al dels èquids moderns. Es donà el nom d'orohip a l'etapa evolutiva entre fa 45 i 42 milions d'anys, amb set espècies descobertes.
Sembla que en sorgiren altres gèneres. A Nord-amèrica, el mesohip, de la mida d'un gos gros, vivia al clima calorós i sec de fa 42-33 milions d'anys. Sembla haver coexistit durant un temps amb el miohip (40-25 milions d'anys), encara més gros que l'anterior. El miohip originà dues branques diferents en aquest continent, diverses espècies de les quals migraren a Euràsia. Es distingeixen per la cara allargada.

### Del Miocè al Pliocè

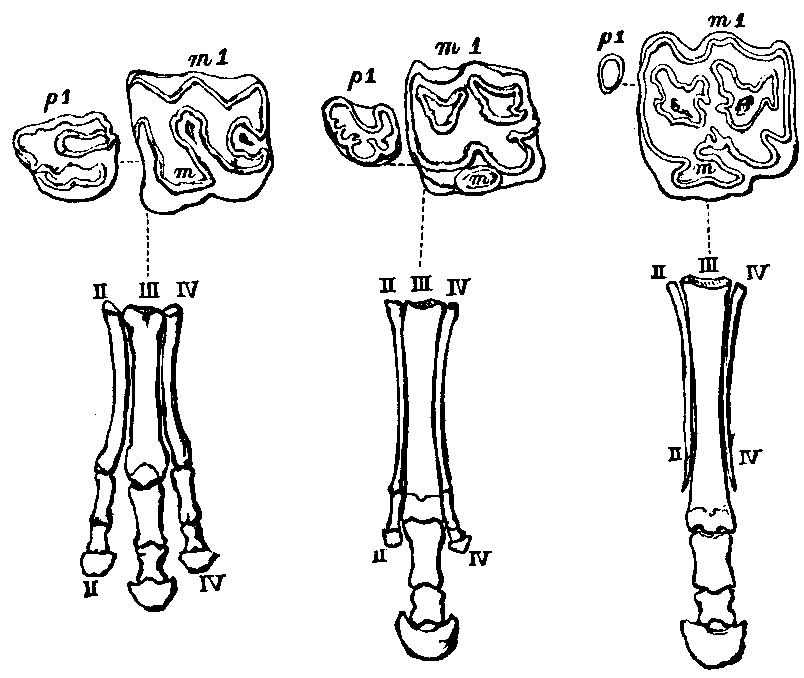
Evolució del peu dels èquids.
D'esquerra a dreta: mesohip, meriquip, pliohip.

Les espècies d'aquests fòssils són considerades totes èquids autèntics.

### Anquiterins
- Kalobatippus
  - Anchitherium, Nord-amèrica, Europa i Xina.
  - Hypohippus, entre 17 i 11 Ma.
  - Megahippus, entre 15 i 11 Ma.
  - Sinohippus, Nord-amèrica i Xina.
  - Archaeohippus

### Equins
- Parahippus

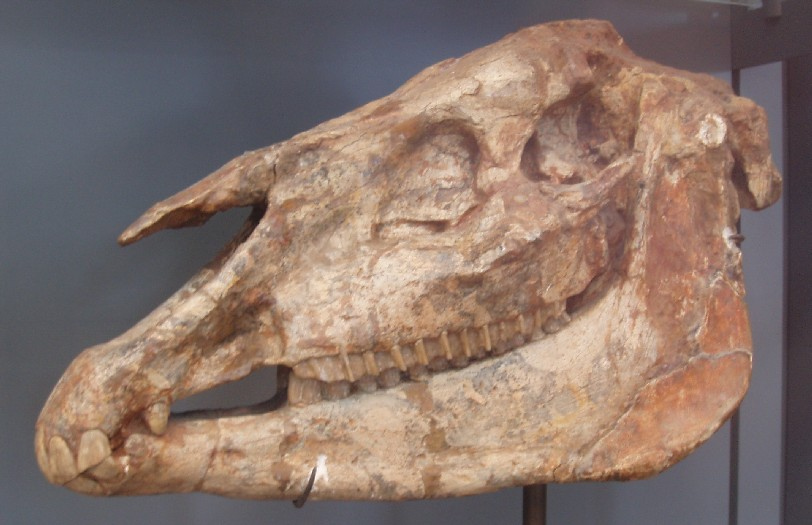
Hipparion gracile.

Després vingué el meriquip fa 20-17 milions d'anys, un animal de 80 cm d'alçada. Els dos últims dits continuen atrofiant-se i és el primer èquid que només es nodreix d'herba. Vers 13 Ma es distingeixen dos tipus d'equins amb caràcters morfològics ben diferents, Hipparion i Pliohippus.
Els Hipparion es distingeixen dels èquids moderns pels seus membres tridàctils i el dibuix de l'esmalt sobre les corones de les molars, mentre que els pliohips (5-2 Ma) només tenen un dit. Així doncs, es considera que aquests últims comparteixen un ancestre amb els Equus més recents que amb els Hipparion. Els pliohips vivien a Sud-amèrica, Nord-amèrica i Euràsia. De la branca comuna de Nord-amèrica en sorgiren els Equus i Dinohippus.

#### Especiació del gènereEquus
El gènere Equus aparegué fa entre 4 i 5 milions d'anys. Té una mida de 125-135 cm. Té els ulls a banda i banda del cap per detectar predadors a grans distàncies. Les narius molt obertes li permeten inspirar grans quantitats d'aire per augmentar la vivacitat i la rapidesa.
La història recent dels èquids no es coneix bé. En concret, no se sap quan tingué lloc l'especiació entre ases, cavalls salvatges, zebres i cavalls domèstics. No se sap si les espècies domèstiques (cavall i ase) són el resultat d'una selecció duta a terme pels humans o si sorgiren de la selecció natural. Es coneix molt millor la història del cavall domèstic des de l'antiguitat.
Tanmateix, l'esquelet de cavall més antic, l'al·lohip, data de finals del Terciari d'Europa occidental. Els científics creuen que és una evolució de Plesippus. L'al·lohip evolucionà seguidament en dues branques, una de les quals era més pesant que l'altra. Equus scotti, una forma similar, fou comuna a Amèrica, on alguns d'ells esdevingueren gegants. Aquestes espècies americanes s'extingiren fa 11.000 anys durant l'extinció de la megafauna americana.

##### A Euràsia

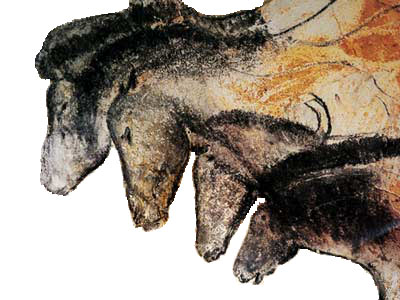
Pintura de la Grotte Chauvet.

Els èquids apareixen representats a les pintures rupestres des de fa més de 30.000 anys, especialment a la Cova de Chauvet. Els équids són uns dels animals representats més sovint a l'art prehistòric, com per exemple a les Coves de Lascaux; probablement no es tracta de l'avantpassat directe dels cavalls domèstics, sinó de l'espècie Equus ferus, que inclou el tarpan.
El tarpan fou caçat per la seva carn i per utilitzar-ne certes parts com ara la pell, els ossos, etc. La data de les primeres traces de domesticació roman imprecisa, ja que els ossos, fins i tot els més recents, no permeten distingir els individus salvatges dels domèstics, en el cas del cavall.
Les hipòtesis actuals tendeixen vers una domesticació com animal de prestigi. El museu de la prehistòria d'Illa de França muntà una exhibició amb arguments sòlids en aquest sentit.

##### A Amèrica
A Amèrica hi cohabitaren diversos gènere, com per exemple Hippidion i Equus.
El jaciment de la cova de Pendejo es troba a una cinquantena de quilòmetres al sud d'Alamogordo (Nou Mèxic) i aproximadament quinze quilòmetres al nord-est de l'extrem meridional de les muntanyes de Sacramento. S'hi descobrí una punta de punxó o llança clavada en un os d'una espècie de cavall actualment desapareguda (Equus conversidens). El conjunt es trobava en una capa estratogràfica de fa 36.000 anys.
Als diferents jaciments arqueològics situats al voltant del volcà Nevado de Toluca, un dels volcans més grans de la regió de Mèxic, com ara els jaciments de Chimalhuacan o de Balderas, es trobaren grans quantitats d'ossos d'èquids, juntament amb esquelets humans i altres ossos d'animals com ara mamuts, gliptodòntids i camèlids. Tots moriren fa 10.500 anys durant l'erupció pliniana del volcà Nevado de Toluca.
El 1993, el descobriment al Yukon canadenc d'una antiga pell de 26.000 pertanyent a un Equus conversidens i de potes momificades permeteren, mitjançant una anàlisi d'ADN, mostrar-ne la relació molt propera amb els Equus actuals.
Equus arribà al continent sud-americà a principis del Plistocè i se'n diferenciaren diverses espècies: el cavall nan dels Andes (Equus andium) i el cavall prehistòric de l'Argentina (Equus curvidens). Se'n trobaren els ossos al jaciment de Pikimachay als Andes peruans, de fa 22.000 anys, associats a puntes de llança.
A Xile, a la caverna Mylodon, s'hi descobriren indicis de presència humana, ossos d'Hippidum (Equus curvidens) i de Mylodon repartits per diversos estrats. La datació per carboni-14 dels ossos i artefactes descoberts revelaren una data d'entre fa 13.000 i 12.000 anys.
Les espècies del gènere Equus acabarien desapareixent del continent americà fa només 10.000 anys. L'home, a través dels amerindis i els paleoamericans, els carnívors com ara els fèlids de dents de sabre, els elements naturals (especialment el vulcanisme a la regió central de Mèxic) i epizoòties devastadores posaren fi a la presència dels èquids a Amèrica. La reintroducció d'espècie de la família tingué lloc durant la invasió d'Amèrica per part dels conquistadors. Algunes espècies esdevingueren ferals, com els mustangs.